# Rete tranviaria di Naumburg (Saale)
La rete tranviaria di Naumburg (Saale) è la rete tranviaria che serve la città tedesca di Naumburg (Saale). È composta da una linea.